# Vrouwenkiesrecht in Zweden

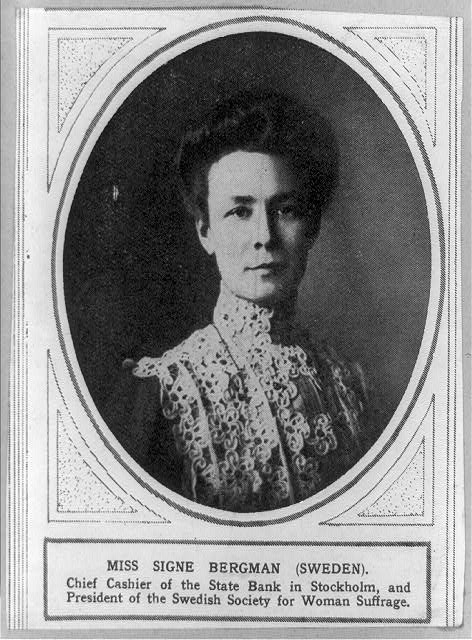
Zweedse suffragette Signe Bergman (circa 1910)

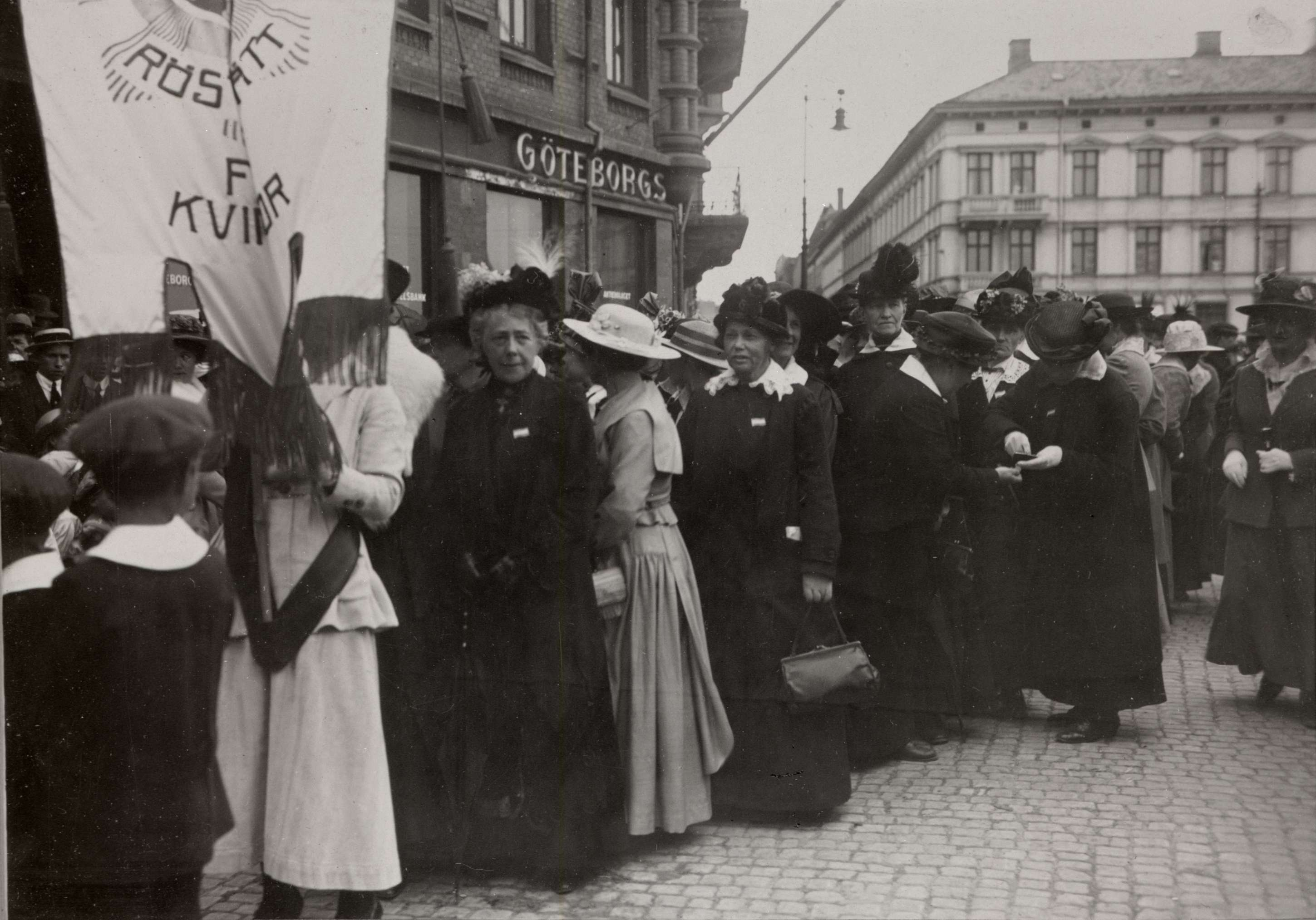
Een demonstratie voor vrouwenkiesrecht in Göteborg (juni 1918)

Vrouwenkiesrecht is in Zweden met horten en stoten tot stand gekomen. Het werd voor het eerst kortstondig ingevoerd tijdens de ‘periode van vrijheid’ (1718-1772), toen een bepaalde categorie vrouwen een beperkte vorm van kiesrecht had; na deze periode werd dit afgeschaft.
Het vrouwenkiesrecht entameerde aan het eind van de 19e eeuw een groot debat. In 1884 werd hierover een motie ingediend in de Rijksdag, maar de parlementariërs stemden die weg met een stemverhouding van 53 tegen 44. Ook in 1912 is een wetsvoorstel voor de invoering van vrouwenkiesrecht ingediend, dat wederom werd weggestemd. Pas in 1919 heeft men een dergelijk wetsvoorstel aangenomen, zodat vrouwen in Zweden bij de Tweede Kamerverkiezingen van 1921 voor de eerste keer gebruik konden maken van hun algemeen kiesrecht.

## Vrouwenkiesrecht in de ‘periode van vrijheid’
In de ‘periode van vrijheid’ (1718-1772) was de invulling van het kiesrecht niet uniform en er waren lokale variaties. Lokaal werden er verkiezingen gehouden, waarbij op het platteland gebruikelijk een priester werd gekozen als lokale vertegenwoordiger en in de steden een burgemeester. Voor de parlementsverkiezingen konden de kiesgerechtigden stemmen op vertegenwoordigers die in totaal slechts vier zetels voor de Rijksdag mochten bezetten.

### Burgemeestersverkiezingen
Tussen 1726 en 1742 namen vrouwen deel aan 17 van 31 door Karlsson onderzochte burgemeestersverkiezingen. Tot 1734 was het kiesrecht voor die verkiezingen gekoppeld aan burgerrechten, waarbij personen die over een officieel burgerschap beschikten, werden gedefinieerd als burgers en daardoor stemrecht hadden. In 1734 werd het kiesrecht gestratificeerd, wat betekende dat elke belastingplichtige en burger die zelf onroerend goed bestierde kiesgerechtigd was. Deze hervorming verhoogde het percentage vrouwen die mochten stemmen van 55 naar 71 procent. Tussen 1743 en 1758 stemden vrouwen ook daadwerkelijk in 32 van de 45 onderzochte burgemeestersverkiezingen. De verordening van 1758 trok het vrouwenkiesrecht voor burgemeestersverkiezingen echter weer in, doordat vrouwen volgens deze bepaling niet langer als burgers werden gedefinieerd.

### Plattelandsverkiezingen
Bij de landelijke verkiezingen kregen vrouwen kiesrecht met de invoering van gestratificeerd kiesrecht in 1734. Op het platteland kwamen weinig vrouwen in aanmerking om te stemmen, maar hun kiesrecht werd daar minder als controversieel opgevat dan in stedelijke gebieden. Vrouwen behielden tot de hervorming van 1862 het recht om voor priesterverkiezingen te stemmen. Deelname aan deze parochieverkiezingen was niet bij wet geregeld en vooral vrouwen die aan het hoofd van een huishouden stonden, namen daar sinds de 17e eeuw actief aan deel. Zij kregen hierdoor hoogstens indirect kiesrecht voor de staatsvertegenwoordiging, aangezien er geen vrouwelijke priesters waren die konden deelnemen aan de benoeming van parlementariërs.

### Rijksdagsverkiezingen
Het kiesrecht voor de Rijksdag-verkiezingen, geformuleerd in overeenstemming met de parlementaire verordening van 1723, was gender-neutraal opgesteld, net als het lokale kiesrecht dat daarmee onbedoeld vrouwen tot kiesgerechtigden maakte. Tot 1757 namen vrouwen deel aan alle 11 verkiezingen waarbij de kiesregisters behouden waren gebleven: in acht daarvan werd een classificatie gehanteerd, in de drie andere werd hoofdelijk gestemd. Vrouwen behielden wel hun kiesrecht voor de Rijksdag toen hun kiesrecht voor de burgemeestersverkiezingen in 1758 werd afgeschaft, maar zij stemden in de periode tot 1772 slechts bij 10 van de 33 verkiezingen in de plaatsen waar de kiezersregisters behouden bleven. In 1772 werd het recht van vrouwen om te stemmen voor parlementsverkiezingen afgeschaft door de bourgeoisie. Hieraan kan worden toegevoegd dat de meeste kiesgerechtigden meer betrokken waren bij de lokale verkiezingen, dan bij de parlementsverkiezingen en dat ook mannen bij de lokale verkiezingen meer gebruik maakten van hun kiesrecht.

### Interpretatie en uitvoering
Het aantal vrouwelijke kiesgerechtigden varieerde, afhankelijk van de verschillende voorschriften en hoe deze lokaal werden geïnterpreteerd. Vrouwen konden lid worden van een gilde en het buurschap verkrijgen, vooral na de gilde-orde van 1720 – hoewel dit zeldzaam was en vaak gebeurde met dispensatie of onder andere omstandigheden dan voor mannen golden. Een vrouw mocht ook eigendommen bezitten en (daarover) belasting betalen als een mondige staatsburger, hetzij als een weduwe, hetzij door mondig te worden verklaard via een vrijstelling namens de koning – als zijnde ongehuwd. De meerderheid van alle vrouwelijke kiesgerechtigden zou weduwe zijn geweest, maar er was ook een minderheid van ongehuwde vrouwen die op illegale wijze mondig waren verklaard. Het was echter onmogelijk voor een getrouwde vrouw om te stemmen, omdat zij onder voogdij van haar man stond en daardoor niet mondig kon worden verklaard. Vrouwen maakten minder vaak gebruik van hun kiesrecht dan mannen: persoonlijk in het gemeentehuis verschijnen om te stemmen werd duidelijk als beschamend ervaren en het was gebruikelijk dat vrouwelijke kiesgrechtigden een mannelijke vertegenwoordiger machtigden om hun stem uit te brengen. Tegelijkertijd kwam het voor dat een getrouwde vrouw als gemachtigde voor haar man moest optreden en zijn stem ging uitbrengen, wanneer hij bijvoorbeeld ziek of afwezig was.

## 1772-1863
Toen het kiesrecht voor vrouwen in 1772 werd afgeschaft, betrof dit eerst belastingplichtige, ongehuwde vrouwen met onroerend goed en vervolgens ook weduwen. In hoeverre de houding ten opzichte van het vrouwenkiesrecht veranderde, verschilde lokaal: in Eskilstuna en Landskrona stemde 90 procent van alle in aanmerking komende vrouwen en in Kalmar, Växjö, Västervik, Simrishamn, Ystad, Åmål, Karlstad, Bergslagen, Dalarna en Norrland hielden de lokale autoriteiten het kiesrecht voor vrouwen in stand, ondanks het verbod uit 1772, wat zijn oorzaak vond in de verschillen in lokale interpretaties van het burgerschap. In Lund, Uppsala, Skara, Turku, Göteborg en Marstrand werd het verbod op kiesrecht voor vrouwen van 1772 echter strikt nageleefd.
In 1823 stelde de burgemeester van Strängnäs voor het kiesrecht voor vrouwen uit de burgerstand opnieuw in te stellen voor ‘wettige vrouwen’ (weduwen) die belasting betaalden. In 1858 kregen vrouwen die tot de ondernemers of de bezitters van grond, huizen of van een perceel in de stad behoorden kiesrecht voor de volksvertegenwoordiging van de burgerij.
Opgemerkt moet worden dat er ook verkiezingen werden gehouden binnen de boerenstand, waar voortzetting van vrouwenkiesrecht na 1772 aanvaard was. Dit gold ook voor weduwen en eveneens voor degenen die een huis bezaten met elektriciteit waarover belasting moest worden; dus zij werden op dezelfde manier behandeld als mannen.

## 1862-1919

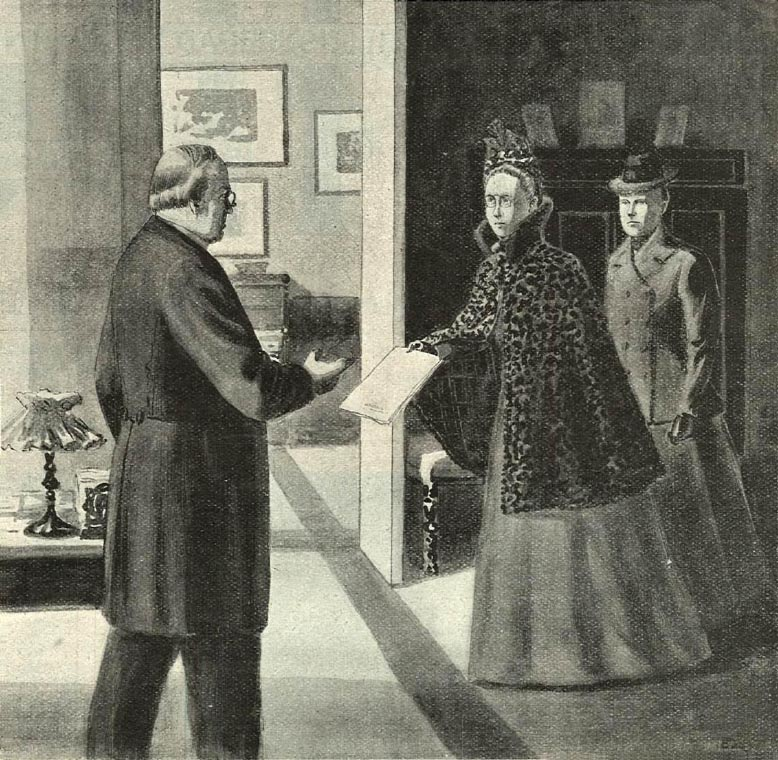
Professor Agda Montelius en mevrouw Gertrud Adelborg presenteren de petitie voor vrouwenkiesrecht en overhandigen deze aan Zijne Excellentie premier Erik Gustaf Boström in 1899.

Door de gemeentelijke verordeningen van 1862 werden de provinciale raden opgericht. Het recht om deel te nemen aan verkiezingen voor districtsraden en voor gemeenteraden in de steden die buiten deze districtsraden lagen – verkiezingen die tevens als getrapte verkiezingen voor de Eerste Kamer van het parlement dienden – hing af van het inkomen. De kiesrechten werden bovendien gestratificeerd: hoe hoger het inkomen, hoe meer stemmen. Voor gemeenteraadsverkiezingen hadden die Zweedse burgers kiesrecht, die in de betreffende gemeente woonden, mondig waren en werden aangeslagen voor de gemeentelijke belastingen, onder de voorwaarde dat deze ook waren betaald. Deze bepalingen sloten de meerderheid van de Zweden uit, maar in principe mochten vrouwen stemmen als ze aan genoemde vereisten voldeden. De leeftijd waarop vrouwen als mondig golden, was – volgens de wet van 1863 – 25 jaar, mits zij ongehuwd waren. Weduwen werden bij het overlijden van hun echtgenoot meteen mondig, ongeacht hun leeftijd. In de praktijk was het aantal vrouwelijke kiesgerechtigden te verwaarlozen.
Bij de algemene verkiezingen hadden alle vrouwen wier mannen kiesrecht hadden hetzelfde kiesrecht als hun mannen; die verschilden van het kiesrecht in andere delen van de Zweedse samenleving. Vrouwen die een huis bezaten, kregen al vroeg kiesrecht voor de priesterverkiezingen. Later werden deze verkiezingen van geestelijken ook de eerste in Zweden waarbij vrouwen en mannen gelijke, algemene kiesrechten hadden.

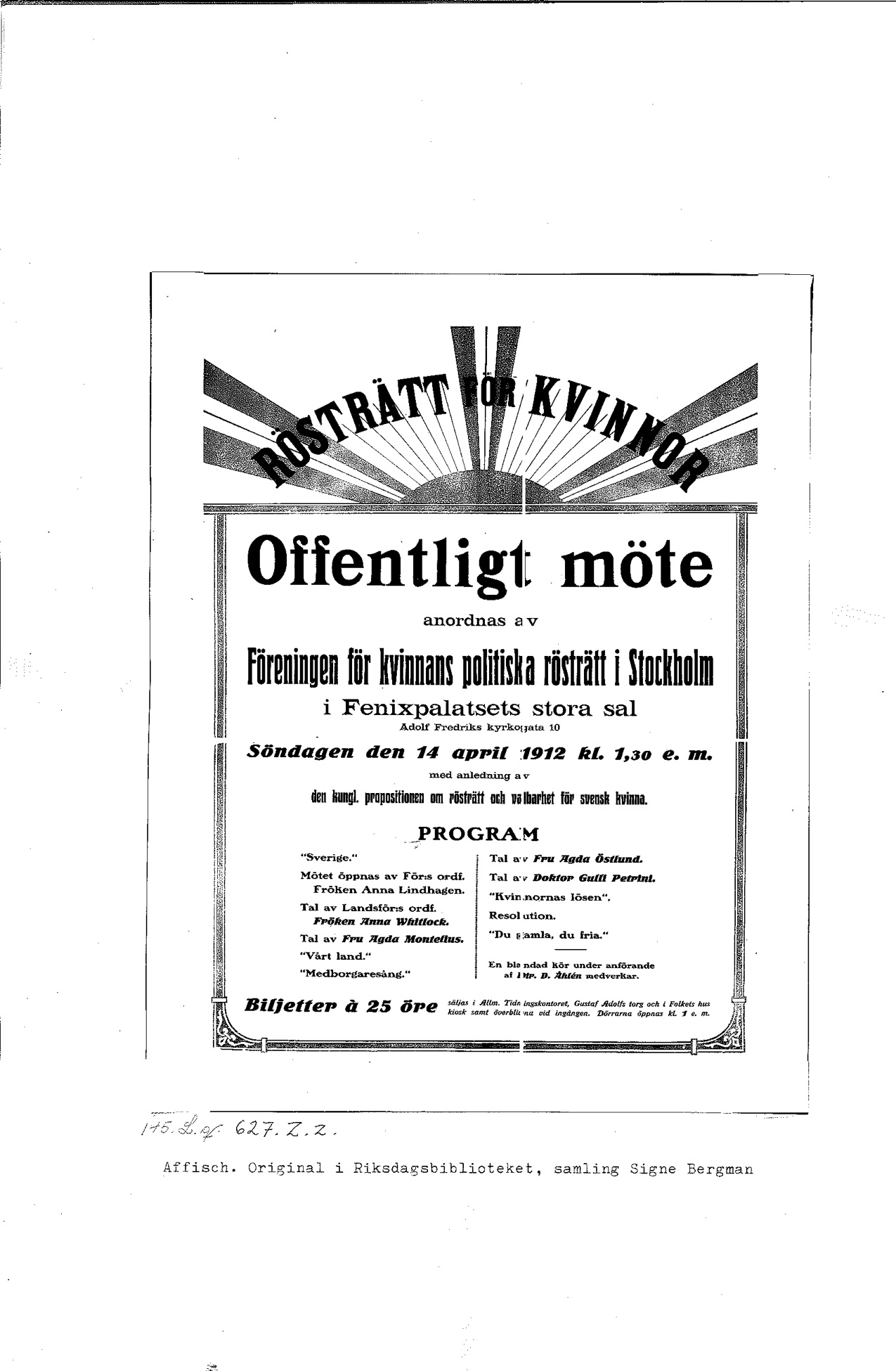
Affiche voor de vergadering over kiesrecht in Stockholm in april 1912

De eerste motie over vrouwenkiesrecht in het Zweedse parlement is in 1884 in de Tweede Kamer ingediend, maar het voorstel kreeg weinig steun. Het echte gevecht voor vrouwenkiesrecht begon rond 1900 en in 1903 werd de Nationale Vereniging voor Politiek Vrouwenkiesrecht (LKPR) opgericht. Deze vereniging is opgericht op initiatief van zowel liberale als sociaaldemocratische vrouwen. Zij was exclusief voor vrouwelijke leden en verenigde vrouwen uit het hele politieke spectrum. De LKPR had op haar hoogtepunt 17 000 leden en slaagde er in 1913 in bij een grootschalige petitie 350 000 handtekeningen voor vrouwenkiesrecht te verzamelen. Toen het vrouwenkiesrecht werd ingevoerd, ontbond de LKPR zich en trad een deel van haar leden toe tot het Fredrika Bremer Verbond, terwijl haar leiding het Zweedse Vrouwen Staatburgersverbond (SKM) oprichtte.
Als gevolg van de hongersnood verloor rechts bij de Tweede Kamerverkiezingen van 1917 en daarmee ontstond een meerderheid van liberalen en sociaaldemocraten die voor vrouwenkiesrecht en voor gelijk kiesrecht waren, ongeacht inkomen. De in meerderheid rechtse Eerste Kamer verwierp een voorstel hiertoe echter in het voorjaar van 1917. Maar om geen grote staking, revolutie en republiek te riskeren bedacht zij zich en stemde er op 17 december 1918, toen de liberaal Nils Edén premier was, mee in om gelijk en algemeen kiesrecht in te voeren, zelfs voor vrouwen, te beginnen bij de Zweedse gemeenteraadsverkiezingen. Bij nader besluit op 24 mei 1919 en met een grondwetswijziging in 1921 konden gelijke en algemene kiesrechten voor vrouwen ook worden ingevoerd voor verkiezingen in de Tweede Kamer van de Rijksdag. De Zweedse Tweede Kamerverkiezingen van 1921 waren zodoende de eerste waaraan vrouwen deelnamen. Zweedse burgers die het jaar vóór het verkiezingsjaar 23 werden, hadden kiesrecht voor de Tweede Kamer. Degenen die hun militaire dienstplicht niet vervulden, degenen die onder curatele gesteld of failliet verklaard waren, in armenhuizen waren ondergebracht of strafrechtelijk waren veroordeeld, werd het kiesrecht onthouden.
Na de Tweede Kamerverkiezingen van 1921 werden de eerste vrouwen verkozen in het Zweedse parlement. Kerstin Hesselgren trad toe tot de Eerste Kamer en Nelly Thüring (Sociaal Democraten), Agda Östlund (Sociaal Democraten) Elisabeth Tamm (Liberalen) en Bertha Wellin (Conservatieven) in de Tweede Kamer. Karin Kock-Lindberg werd de eerste vrouwelijke minister. In 1958 was Ulla Lindström de eerste vrouwelijke premier van Zweden.
Illustratief voor het effect dat vrouwelijke kiesgerechtigden hadden op de uitslag van verkiezingen was het referendum over een verbod op alcohol (1922); daarbij stemde 50,8% tegen zo’n verbod. Dat zou een veel duidelijker ‘nee’ zijn geweest zonder vrouwenkiesrecht.